# Daniël Mensch
Daniël Mensch, född den 4 oktober 1978 i Sliedrecht i Nederländerna, är en nederländsk roddare.
Han tog OS-silver i åtta med styrman i samband med de olympiska roddtävlingarna 2004 i Aten.